# Złota Góra (Częstochowa)
Złota Góra – dwudzieste pod względem wysokości wzgórze w granicach Częstochowy, wznoszące się na 281 m n.p.m. Położone w granicach administracyjnych dzielnicy Zawodzie-Dąbie. Na zboczach góry znajduje się Park Miniatur Sakralnych.
Jest to rozległe wzgórze zbudowane z wapieni górnojurajskich. Stanowi północno-zachodni cypel Wyżyny Częstochowskiej. Wzgórze przecina ulica Mirowska. Na wzgórzu znajdują się dwa nieczynne kamieniołomy: Saturn (po północnej stronie ulicy) i Adam (na stronie południowej).
Rejestr TERYT wymienia Złotą Górę jako część miasta Częstochowy (SIMC: 0931359).